# Церковь Святого Михаила (Лёвен)
Церковь Святого Михаила (нидерл. Sint-Michielskerk) — римско-католическая приходская (первоначально иезуитская) церковь в Лёвене, Бельгия. Является характерным примером «иезуитского барокко», известна как одно из «семи чудес Лёвена».

## История

### Старый приход Святого Михаила
Первая приходская церковь Святого Михаила в Лёвене была построена в 1165 году. Эта церковь находилась над городскими воротами. Так как под полом церкви (то есть фактически над проходом городских ворот) проводились захоронения, церковь позднее стала считаться одним из «семи чудес Лёвена», поскольку здесь живые проходили под мёртвыми. Ко второй половине XVIII века эта церковь сильно обветшала, в связи с чем приход перевели в бывшую иезуитскую церковь (нынешняя церковь Святого Михаила), а старую церковь снесли в 1781 году.

### Церковь иезуитов
Нынешняя церковь Святого Михаила была построена в 1650—1671 годах как церковь монастыря иезуитов. Автором проекта был Виллем Хесиус (нидерл. Willem Hesisus). В качестве прототипа архитектор использовал иезуитскую церковь Иль-Джезу в Риме. Церковь построена в характерном стиле «иезуитского барокко». План церкви имеет форму латинского креста, она относится к базиликальному типу. Первоначально планировалось возведение купола над трансептом, однако в ходе строительства стали возникать трещины, поэтому от строительства тяжелого купола полностью отказались. Освящение церкви состоялось 18 октября 1671 года. Церковь была посвящена непорочному зачатию девы Марии.
После ликвидации ордена иезуитов в 1773 году церковь была передана приходу взамен обветшавшей старой церкви Святого Михаила. В 1778 году бывшая иезуитская церковь начала функционировать как приходская церковь Святого Михаила. После Французской революции и включения Южных Нидерландов в состав Франции в 1795 году церковь была превращена в «храм разума». После конкордата Наполеона церковь была возвращена католической общине и с 1803 года вновь стала использоваться в качестве приходского храма.
В 1853—1886 годах была проведена первая реставрация церкви. Во время Второй Мировой войны церковь была очень сильно повреждена в результате бомбардировки, произошедшей в ночь с 10 на 11 мая 1944 года. Были разрушены крыша и своды центрального нефа. Церковь была восстановлена в 1947—1950 годах.

## «Чудо Лёвена»
Церковь Святого Михаила считается одним из «семи чудес Лёвена» с формулировкой «алтарь снаружи церкви» (нидерл. Altaar buiten de kerk). Эта формулировка указывает на чрезвычайно пышное оформление фасада церкви, который, таким образом, напоминает гигантский алтарь.